# Comitativus
Comitativus – przypadek w językach aglutynacyjnych i fleksyjnych; występowanie danego desygnatu w parze z innym. Występuje w językach ugrofińskich (w większości w liczbie pojedynczej). Należy do przypadków ginących – coraz częściej zastępują go konstrukcje omowne. Jego odwrotnością jest abessivus . 

## Język fiński

### Budowa i użycie
Końcówką komitatiwu w języku fińskim jest -en. Przypadek pojawia się wyłącznie w liczbie mnogiej (mimo że może przybrać znaczenie liczby pojedynczej i zawsze towarzyszą mu sufiksy dzierżawcze.)
- vaimo (żona) – vaimoineen (żony – z żoną, z żonami)

W zdaniu Han tuli vaimoineen (przyszedł z żoną) słowo w komitatiwie rozumiemy w liczbie pojedynczej, mimo że formalnie ma postać liczby mnogiej. 

### Konstrukcje omowne
- W miejsce komitatiwu najczęściej używa się konstrukcji poimkowej kanssa (wraz, z) + rzeczownik w bierniku: Olen tullut vaimoni kanssa (przyszedłem z żoną)[3].